# Philips van der Aa

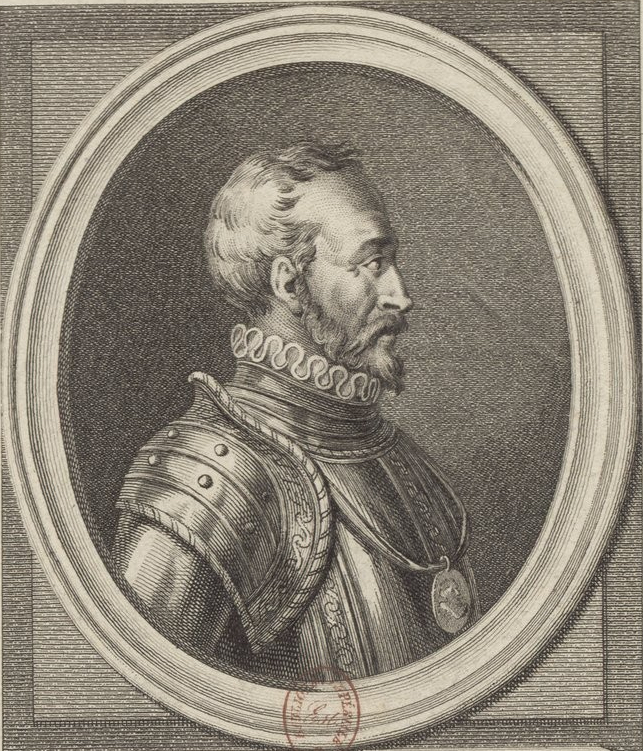
Philips van der Aa

Philips van der Aa (* in Mechelen; † nach 1586) war ein niederländischer Jurist und Staatsmann während des Kampfes der Niederlande um die Unabhängigkeit im Achtzigjährigen Krieg.
Philips van der Aa war ein Sohn von Floris van der Aa, Herr von Schiplaecken, und Margaretha ’t Serclaes, sowie ein Enkel von Jan van der Aa, der als Bürgermeister von Mechelen amtiert hatte. Er war selbst ebenfalls Herr von Schiplaecken und wurde 1564, wie einst sein Großvater, Bürgermeister von Mechelen. Er bekannte sich zum niederländischen Eidverbund der Adligen und wurde während des Geusenaufstands vom spanischen Statthalter der Niederlande, dem Herzog von Alba, verbannt. 
Er kehrte an der Seite von Wilhelm von Oranien, bei dem er in großem Vertrauen stand, zurück und bemächtigte sich 1572 durch List wieder der Herrschaft über die Stadt. 1573 ordnete ihn Wilhelm von Oranien als Berater dem Hof seines Bevollmächtigten in Nordholland Dietrich Sonoy bei, 1575 ernannte er van der Aa zum Befehlshaber in Gorinchem. 1579 unterdrückte er einen Aufstand der Katholiken in Zaltbommel. Er war auch beim Begräbnis Wilhelms anwesend und wird 1586 letztmals als Gesandter des Hauses Nassau bei der Vereidigung eines Landvogts in Vlissingen erwähnt. 
Philips van der Aa war mit Petronella van der Dilft, Tochter des Antwerpener Ratsherrn Erasmus van der Dilft, verheiratet und hatte mit ihr die Söhne Adriaan und Philips sowie die Tochter Geertruid († 4. September 1601). Letztere vermählte sich mit Arent van Boschuysen, Drost von Gorinchem.